# Callopatiria formosa
Callopatiria formosa är en sjöstjärneart som först beskrevs av Ole Theodor Jensen Mortensen 1933.  Callopatiria formosa ingår i släktet Callopatiria och familjen Asterinidae. Inga underarter finns listade i Catalogue of Life.